# Saproscincus challengeri
Espèce
Synonymes
- Lygosoma challengeri Boulenger, 1887
- Lampropholis challengeri (Boulenger, 1887)

Saproscincus challengeri est une espèce de sauriens de la famille des Scincidae.

## Répartition
Cette espèce est endémique d'Australie. Elle se rencontre au Queensland et en Nouvelle-Galles du Sud.

## Description
C'est un saurien ovipare.

## Étymologie
Cette espèce est nommée en l'honneur du HMS Challenger.

## Publication originale
- Boulenger, 1887 : Catalogue of the Lizards in the British Museum (Nat. Hist.) III. Lacertidae, Gerrhosauridae, Scincidae, Anelytropsidae, Dibamidae, Chamaeleontidae. London, p. 1-575 (texte intégral).